# Sabiniano
Sabiniano (en latín: Sabinianus) (Blera, ¿?-Roma, 22 de febrero de 606) fue el papa 65.º de la Iglesia católica entre 604 y 606. Fue papa durante el periodo de dominación del Imperio romano de Oriente sobre el papado. Fue el cuarto apocrisiario de Constantinopla que fue elegido como papa.
Nació en Blera (Bieda), cerca de Viterbo y probablemente fue consagrado como papa el 13 de septiembre de 604.
Había sido enviado como nuncio apostólico a Constantinopla por su antecesor en el papado, Gregorio Magno, y luego fue encargado de una misión en la Galia (596), pero parece ser que su desempeño no fue totalmente satisfactorio y retornó a Roma en 597.
Durante su pontificado, fue un personaje altamente impopular por sus economías, a pesar de que el Liber Pontificalis afirma que distribuyó grano durante una hambruna en Roma. El erudito italiano ya agustino Onofrio Panvinio (1529–1568), en su Epitome pontificum Romanorum (Venecia, 1557), le atribuye la introducción de la costumbre de hacer sonar las campanas a las horas canónicas y en la celebración de la eucaristía. Aunque la primera atribución de esto fue la de Guillermo Durand en el siglo XIII en su Rationale Divinorum Officiorum.
Durante su mandato, Sabiniano fue visto como contrapelo de su antecesor Gregorio, pues mientras Gregorio distribuía el grano a la población, Sabiniano lo vendía a altos precios (aunque esto podría ser una interpolación posterior hecha por los biógrafos de Sabiniano). El Liber Pontificales lo alaba por 'llenar de clero a la iglesia', en contraste con Gregorio, quien pasó de ser un simple monje a ser obispo de Roma.